# Чан Тху Ха
Чан Тху Ха (вьет. Trần Bạch Thu Hà; род. 12 ноября 1949, Прага) — вьетнамская пианистка и музыкальный педагог. Дочь Тхай Тхи Льен, сестра Данг Тхай Шона.

## Биография
Родилась во время учёбы своей матери, в дальнейшем одной из основоположниц вьетнамского музыкального образования, в Праге. В 1950 вместе с матерью и отцом, сподвижником Хо Ши Мина, вернулась во Вьетнам тайными партизанскими тропами. Училась у своей матери в первой вьетнамской музыкальной школе, сперва в Ханое, а затем в эвакуации в одной из близлежащих деревень. В 1969 поступила в Киевскую консерваторию, затем окончила аспирантуру в Московской консерватории имени Чайковского.
В 1994—2008 — ректор Ханойской консерватории. Кавалер различных государственных наград.